# Austrolimnophila iris
Austrolimnophila iris là một loài ruồi trong họ Limoniidae. Chúng phân bố ở vùng Tân nhiệt đới.